# Музей современного искусства (Лион)
Музей современного искусства в Лионе (фр. Musée d'Art contemporain de Lyon, сокр. MAC) — музей в Лионе, Франция, посвящённый современному искусству.
Находится в 6-м округе Лиона недалеко от парка Тет д’Ор и занимает часть бывшего Лионского дворца ярмарок, построенного по проекту архитектора Шарля Мейссона и реконструированного другим архитектором — Ренцо Пиано.
В 1996 году в здании Лионского музея современного искусства были проведены мероприятия 22-го саммита G7.

## История и деятельность
Решение об организации музея было принято в 1983 году; в 1984 году он был создан и находился в Музее изобразительных искусств Лиона; первоначально назывался Музей современного искусства Сен-Пьер (Saint-Pierre art contemporain musée). В 1988 году он официально получил статус музея современного искусства, утверждённого Дирекцией музеев Франции. В 1995 году он переехал в 6-й округ Лиона в настоящее здание и был торжественно 19 декабря этого же года, приняв 130 000 посетителей в течение двух месяцев проведения 3-й Лионской биеннале.
Количество посетителей по годам: 66 470 человек (2006), 42 741 человек (2007), 198 248 человек (2009), 129 681 человек (2010), 149 269 человек (2011), 124 629 человек (2012).
Здание музей имеет два боковых входа и 2700 м² выставочной площади. За время существования музея было проведено более ста выставок. Премьерная выставка 1984 года была посвящена работам Жоржа Адилона.

### Некоторые выставки
- 2003 год — Kimsooja : Conditions of humanity, conditions d’humanité.
- 2005 год — Andy Warhol, l'œuvre ultime (ретроспектива).
- 2007 год — Erwin Wurm (ретроспектива).
- 2008 год — Keith Haring (ретроспектива).
- 2010 год — Ben[фр.] (ретроспектива); Bruce Nauman (персональная); Trisha Brown (персональная); Olivier Mosset (персональная).
- 2011 год — Паскаль Тайу[фр.] (персональная); 11e Biennale d’art contemporain de Lyon.
- 2012 год — Роберт Комбас[фр.] (персональная).
- 2014 год — Imagine Brazil; Motopoétique (групповая выставка, организованная Полем Арденном[фр.]).
- 2015 год — Rétrospective Erró; Open Sea.
- 2016 год — Yoko Ono — Lumière de L’aube.
- 2017 год — Wall Drawings, Icônes urbaines; Los Angeles, une fiction; 14e Biennale d’art contemporain de Lyon.
- 2019 год — Pardo é Papel, Maxwell Alexandre; 15e Biennale d’art contemporain de Lyon.

Помещения музея
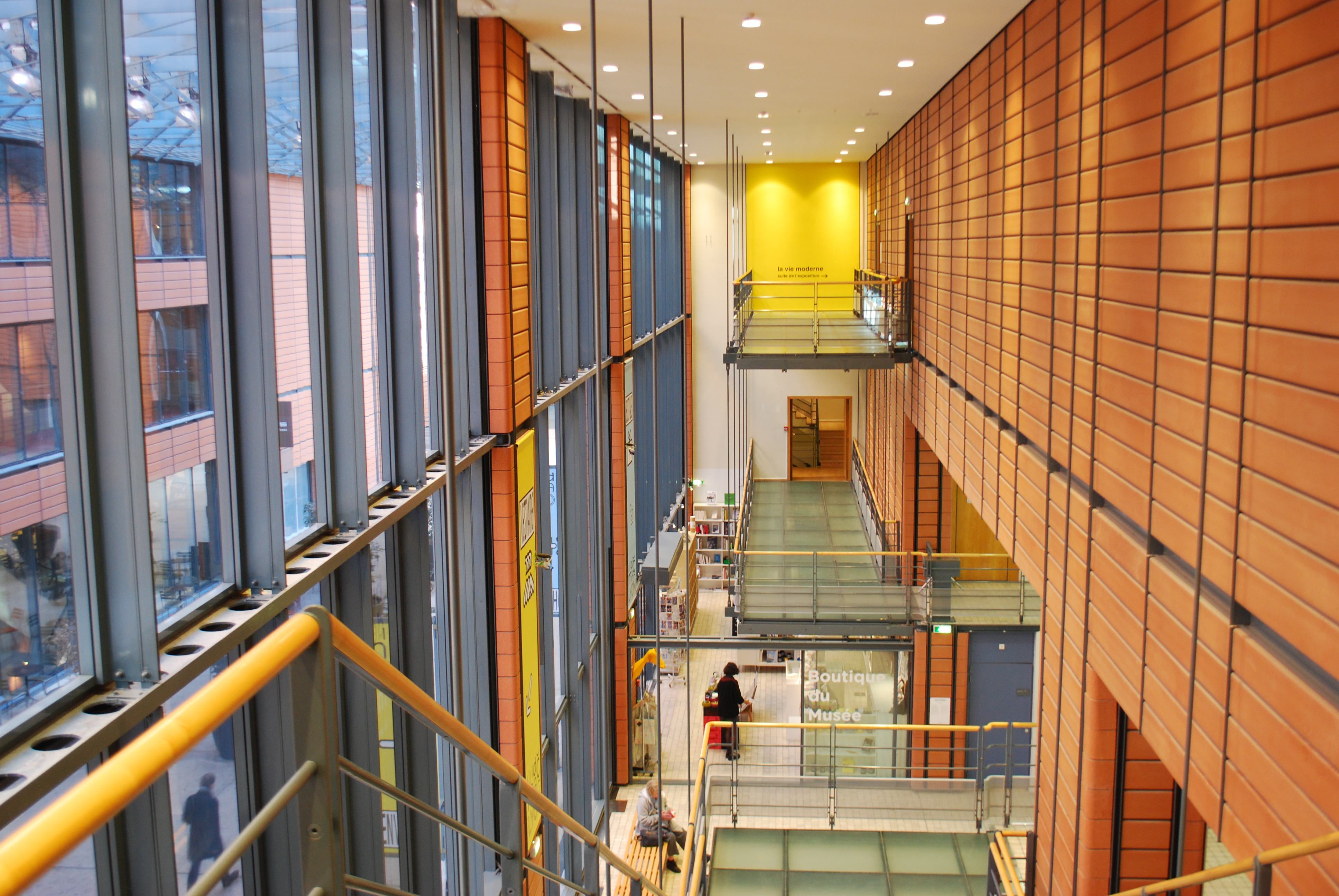
Фойе
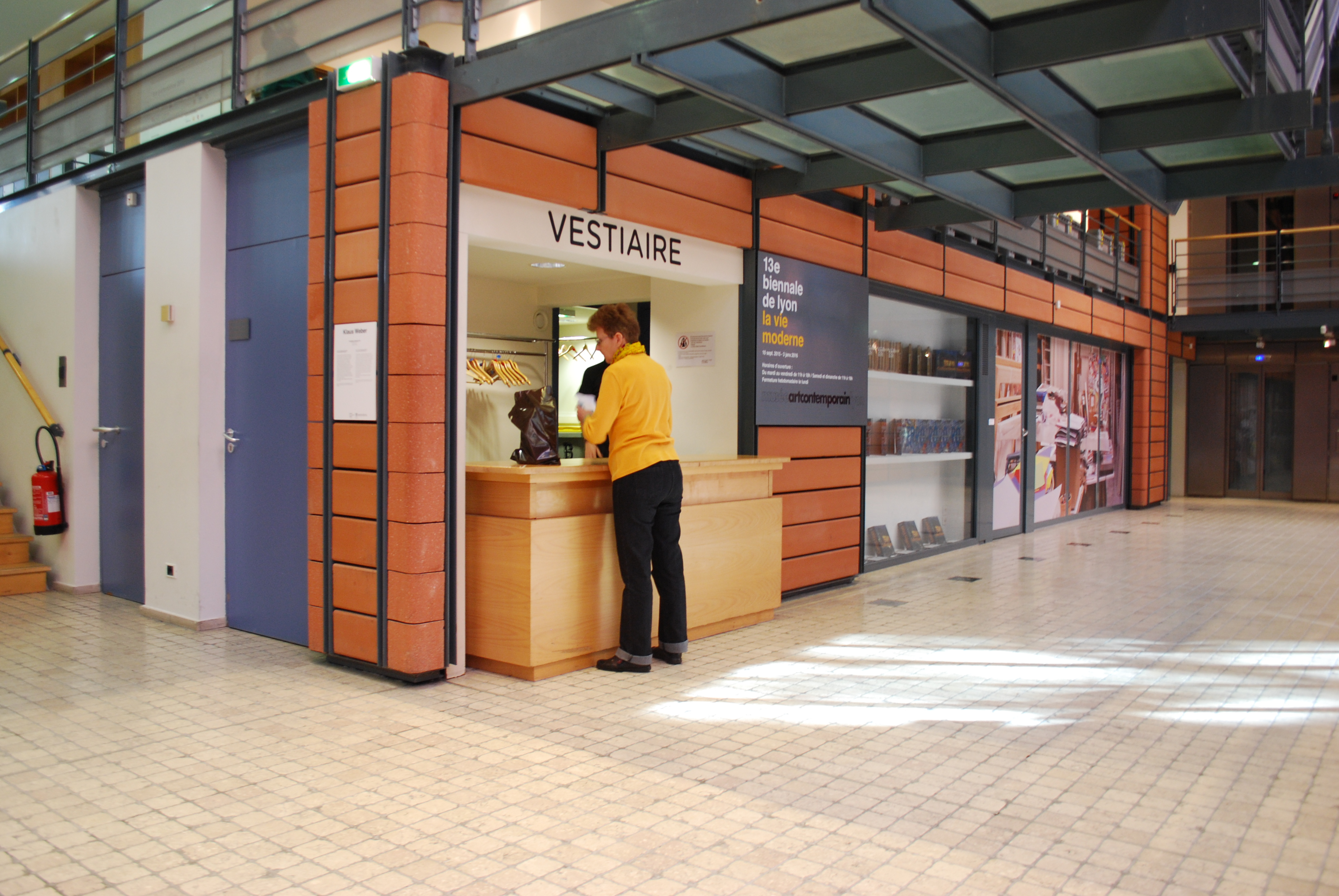
Раздевалка
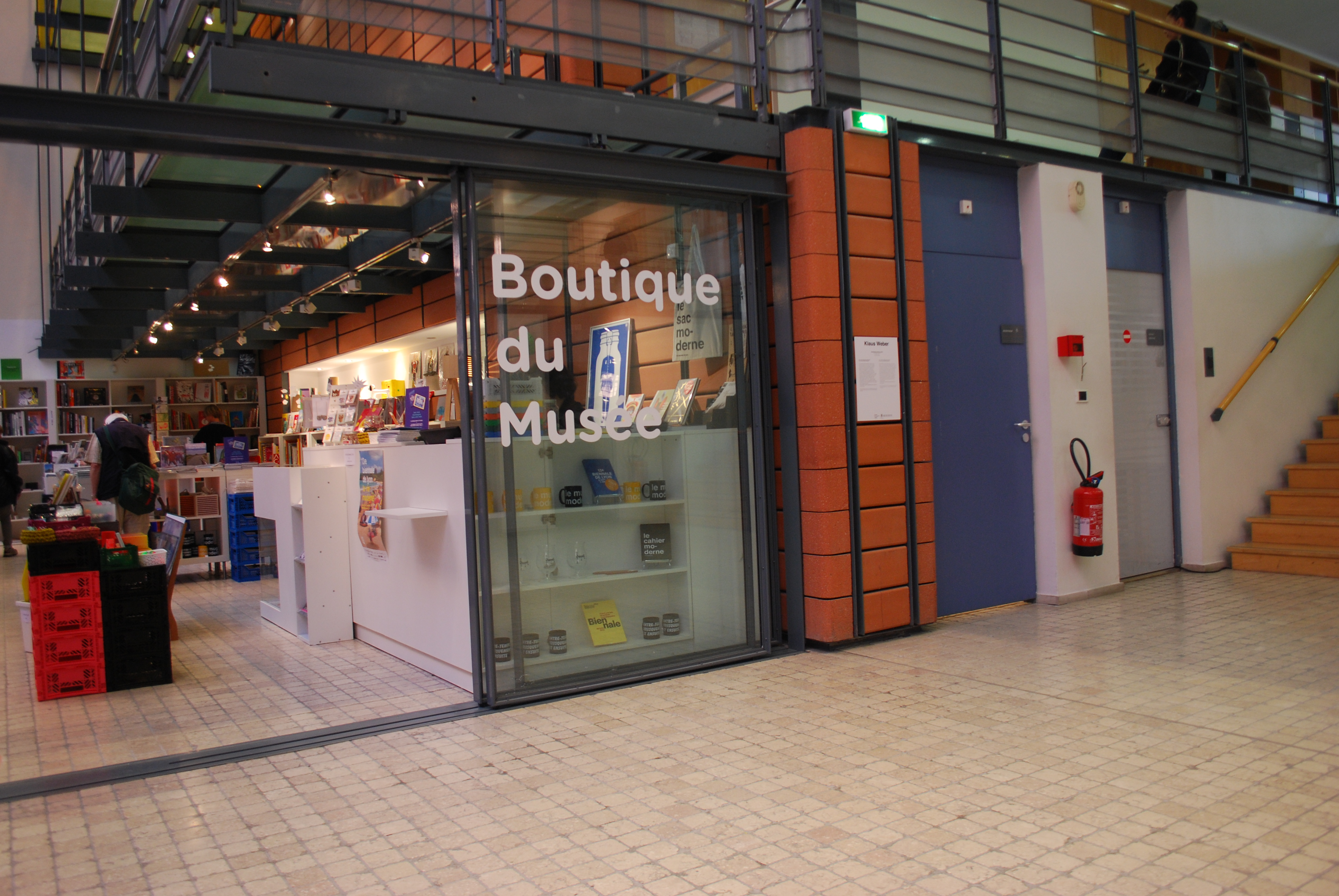
Бутик